# Campionato del mondo sportprototipi 1985
Il Campionato mondiale endurance 1985 (en. World Endurance Championship 1985), è stata la 14ª edizione del Campionato del mondo sportprototipi.

## Risultati
| Nº | Data         | Gara                    | Costruttore vincitore | Piloti vincitori                        | Resoconto |
| -- | ------------ | ----------------------- | --------------------- | --------------------------------------- | --------- |
| 1  | 14 aprile    | 1000 km del Mugello     | Porsche               | Jacky Ickx Jochen Mass                  | Resoconto |
| 2  | 28 aprile    | 1000 km di Monza        | Porsche               | Manfred Winkelhock Marc Surer           | Resoconto |
| 3  | 12 maggio    | 1000 km di Silverstone  | Porsche               | Jacky Ickx Jochen Mass                  | Resoconto |
| 4  | 16 giugno    | 24 Ore di Le Mans       | Porsche               | Klaus Ludwig Paolo Barilla John Winter  | Resoconto |
| 5  | 14 luglio    | 1000 km di Hockenheim   | Porsche               | Hans-Joachim Stuck Derek Bell           | Resoconto |
| 6  | 11 agosto    | 1000 km di Mosport      | Porsche               | Hans-Joachim Stuck Derek Bell           | Resoconto |
| 7  | 1 settembre  | 1000 km di Spa          | Lancia                | Mauro Baldi Bob Wollek Riccardo Patrese | Resoconto |
| 8  | 22 settembre | 1000 km di Brands Hatch | Porsche               | Hans-Joachim Stuck Derek Bell           | Resoconto |
| 9  | 6 ottobre    | 1000 km del Fuji        | March                 | Kazuyoshi Hoshino                       | Resoconto |
| 10 | 1 dicembre   | 800 km di Selangor      | Porsche               | Jacky Ickx Jochen Mass                  | Resoconto |

## Classifiche

### Campionato mondiale mondiale endurance

#### Piloti
Note Sono indicati solo i primi 10 piloti classificati su un totale di 99.
| Pos | Pilota             | Costruttore | 1  | 2  | 3  | 4  | 5  | 6  | 7  | 8  | 9 | 10 | Totale |
| --- | ------------------ | ----------- | -- | -- | -- | -- | -- | -- | -- | -- | - | -- | ------ |
| 1   | Derek Bell         | Porsche     |    | 15 | 15 | 12 | 20 | 20 | 15 | 20 |   |    | 117    |
| 1   | Hans-Joachim Stuck | Porsche     |    | 15 | 15 | 12 | 20 | 20 | 15 | 20 |   |    | 117    |
| 3   | Jochen Mass        | Porsche     | 20 | 10 | 20 | 1  |    | 15 |    | 15 |   | 20 | 101    |
| 3   | Jacky Ickx         | Porsche     | 20 | 10 | 20 | 1  |    | 15 |    | 15 |   | 20 | 101    |
| 5   | Klaus Ludwig       | Porsche     | 8  |    | 6  | 20 | 12 |    | 12 |    |   |    | 58     |
| 5   | Bob Wollek         | Lancia      | 10 |    |    | 6  | 10 |    | 20 | 12 |   |    | 58     |
| 7   | Paolo Barilla      | Porsche     |    | 2  | 6  | 20 | 12 |    | 12 |    |   |    | 52     |
| 8   | Alessandro Nannini | Lancia      |    | 12 | 12 | 6  |    |    | 10 | 10 |   |    | 50     |
| 9   | Manfred Winkelhock | Porsche     | 15 | 20 | 10 |    |    |    |    |    |   |    | 45     |
| 9   | Marc Surer         | Porsche     | 15 | 20 | 10 |    |    |    |    |    |   |    | 45     |